# Merobrachys bimaculatus
Merobrachys bimaculatus là một loài bọ cánh cứng trong họ Phalacridae. Loài này được Matsumura miêu tả khoa học năm 1914.